# Ruth Rendell
Ruth Barbara Rendell, Baronesa Rendell de Babergh, CBE, (nascida Ruth Barbara Grasemann; Londres, 17 de fevereiro de 1930 - Londres, 2 de maio de 2015), que também escrevia sob o pseudónimo Barbara Vine, foi uma escritora e jornalista inglesa de obras de mistério e psicologia criminal, muitas vezes chamada de Rainha do Crime. Os mais de 50 livros (mais de 70 no total) dela foram best-sellers com tradução em mais de 25 países.

## Biografia
Filha de professores, terminou os seus estudos secundários no Loughton County High School, no Essex.
Deu então início a uma carreira no jornalismo, desempenhando as funções de repórter e subeditora em diversos periódicos regionais. Em 1950 casou com o colega Don Rendell e, engravidando do seu primeiro e único filho, abandonou o trabalho para se recolher ao lar. Decorreram cerca de dez anos durante os quais Ruth Rendell utilizou os tempos que lhe sobravam das lides domésticas para se experimentar na escrita, tentando vários géneros literários, fixando-se afinal no do romance policial. Assim, publicou o seu primeiro livro em 1964, com o título From Doon With Death. Neste romance, a escritora apresentava o Inspector Reginald Wexford, detective da pequena localidade de Kingsmarkham, personagem que obteve desde o começo grande popularidade. Seguiram-se muitos outros volumes, entre os quais To Fear A Painted Devil (1965), Vanity Dies Hard (1966) e Wolf To The Slaughter (1967).
Durante a década de 1980 começou a publicar romances policiais utilizando o pseudónimo Barbara Vine para exprimir uma sua faceta mais psicológica. As obras assim assinadas constituíram um sucesso de vendas bastante significativo.
Escritora prolífica, publicou cerca de meia centena de livros policiais, que a crítica dividiu em três categorias. Uma série dedicada ao Inspector Wexford, de que podem destacar Kissing The Gunner's Daughter (1992) e Road Rage (1997); uma outra à psicologia patológica, marcada sobretudo por obras como A Judgement In Stone (1977) e The Lake Of Darkness (1980); e os romances que assinou como Barbara Vine, de que se podem salientar A Fatal Inversion (1987) e King Solomon's Carpet (1991).
Vencedora de vários prémios literários da especialidade, Ruth Rendell foi nomeada membra vitalícia da Câmara dos Lordes do Parlamento britânico, com o título de baronesa.

## Obras

### Romances
| Título no Brasil                                | Título Original           | Tradutor                     | Ano    |
| ----------------------------------------------- | ------------------------- | ---------------------------- | ------ |
| O Ferrão da Morte (Portugal)                    | To Fear A Painted Devil   | Eduardo Saló                 | (1965) |
|                                                 | Vanity Dies Hard          |                              | (1965) |
|                                                 | The Secret House of Death |                              | (1968) |
| Puzzle mortal (Portugal)                        | One Across, Two Down      | Maria Helena Fernandes       | (1971) |
|                                                 | The Face of Trespass      |                              | (1974) |
|                                                 | A Demon in My View        |                              | (1976) |
| Um assassino entre nós(Br)* ou                  | A Judgement In Stone      | *Irene Hirsch                | (1977) |
| A sentença de pedra (Pt)**                      | A Judgement In Stone      | **Adélia Silva Melo          | (1977) |
| Amor e morte                                    | Make Death Love Me        | Andrea Oliveira da Costa     | (1979) |
| O lago das sombras(Br)* ou                      | The Lake of Darkness      | *Aurea Weissenberg           | (1980) |
| Um lago de trevas(Pt)*                          | The Lake of Darkness      | **Eduardo Saló               | (1980) |
| O senhor da charneca (Portugal)                 | Master of the Moor        | J. A. Teixeira de Aguiar     | (1982) |
| Feitiço mortal (Best-seller, 1988)              | The Killing Doll          | Dalva Maneo de Oliveira      | (1984) |
|                                                 | The Tree of Hands         |                              | (1984) |
| Carne trêmula (L&PM, 2008)* ou                  | Live Flesh                | *Ana Ban ou                  | (1986) |
| Carne viva** (Best-seller, 1987)                | Live Flesh                | **Claudio Martins            | (1986) |
| Não fale com estranhos (Círculo do livro, 1987) | Talking to Strange Men    | Jusmar Gomes                 | (1987) |
| A dama de honra                                 | The Bridesmaid            | Terezinha Batista dos Santos | (1989) |
|                                                 | Going Wrong               |                              | (1990) |
|                                                 | The Crocodile Bird        |                              | (1993) |
|                                                 | The Keys to the Street    |                              | (1996) |
|                                                 | A Sight for Sore Eyes     |                              | (1998) |
| Mais forte que a morte                          | Adam and Eve and Pinch Me | Alberto Lopes                | (2001) |
|                                                 | The Rottweiler            |                              | (2003) |
|                                                 | Thirteen Steps Down       |                              | (2004) |
|                                                 | The Water's Lovely        |                              | (2006) |
|                                                 | Portobello                |                              | (2008) |
|                                                 | Tigerlily's Orchids       |                              | (2010) |
| A sociedade de Santa Zita (Verus, 2016)         | The Saint Zita Society    | Marcelo Hauck                | (2012) |
|                                                 | The Girl Next Door        |                              | (2014) |
|                                                 | Dark Corners              |                              | (2015) |

### Série Inspetor Reginald Wexford
| Título no Brasil                                     | Título Original               | Tradutor                    | Ano    | nº na série |
| ---------------------------------------------------- | ----------------------------- | --------------------------- | ------ | ----------- |
| Noturno para Margareth(Br)*                          | From Doon With Death          | Hélio Pólvora               | (1964) | 01          |
| Dedicatória mortal(Pt) **                            | From Doon With Death          |                             | (1964) | 01          |
| A hora do Lobo (Brasil)* ou                          | Wolf to the Slaughter         | *Teresa Otton               | (1967) | 02          |
| O jogo da navalha (Portugal)**                       | Wolf to the Slaughter         | **Luísa Santos              | (1967) | 02          |
| As máscaras da morte (Pauliceia, 1991)               | A New Lease of Death          | Rosaura Eichenberg          | (1969) | 03          |
| O melhor homem para morrer                           | The Best Man to Die           | Carlos Marinho Falcão       | (1969) | 04          |
|                                                      | A Guilty Thing Surprised      |                             | (1970) | 05          |
| Morte nas ruínas                                     | No More Dying Then            | Sonia Borges                | (1971) | 06          |
| Depois do assassinato                                | Murder Being Once Done        |                             | (1972) | 07          |
|                                                      | Some Lie And Some Die         |                             | (1973) | 08          |
| Uma despedida para sempre (Br)*, ou                  | Shake Hands Forever           | *Marina Leao T. V. Medeiros | (1975) | 09          |
| Unidos para sempre(Br) (L&PM, 2001)**                | Shake Hands Forever           | **Leila de Souza Mendes     | (1975) | 09          |
| Sinistra obsessão(Pt) (Círculo de Leitores, 1993)*** | Shake Hands Forever           | ***Mário Matos              | (1975) | 09          |
|                                                      | A Sleeping Life               |                             | (1979) | 10          |
|                                                      | Put on By Cunning             |                             | (1981) | 11          |
|                                                      | The Speaker of Mandarin       |                             | (1983) | 12          |
| Um bando de corvos (Jorge Zahar, 1987)               | An Unkindness of Ravens       | Waltensir Dutra             | (1985) | 13          |
|                                                      | The Veiled One                |                             | (1988) | 14          |
| Herança de sangue (Rocco, 2001)                      | Kissing the Gunner's Daughter | Haroldo Netto               | (1992) | 15          |
| Simisola (Rocco, 1997)                               | Simisola                      | Léa Viveiros de Castro      | (1994) | 16          |
| Os reféns da estrada                                 | Road Rage                     |                             | (1997) | 17          |
| Sem perdão (Rocco, 2008)                             | Harm Done                     | Júlio Bandeira              | (1999) | 18          |
| Vamos passear no bosque (Rocco, 2009)                | The Babes in the Wood         | Alberto Lopes               | (2002) | 19          |
| Lágrimas (Rocco, 2008)                               | End in Tears                  | Aulyde Soares Rodrigues     | (2005) | 20          |
|                                                      | Not in the Flesh              |                             | (2007) | 21          |
|                                                      | The Monster in the Box        |                             | (2009) | 22          |
|                                                      | The Vault                     |                             | (2011) | 23          |
|                                                      | No Man’s Nightingale          |                             | (2013) | 24          |

### Obras escritas sob o pseudônimo Barbara Vine
| Título no Brasil                         | Título Original           | Tradutor       | Ano    |
| ---------------------------------------- | ------------------------- | -------------- | ------ |
|                                          | A Dark-Adapted Eye        |                | (1986) |
|                                          | A Fatal Inversion         |                | (1987) |
|                                          | The House of Stairs       |                | (1988) |
|                                          | Gallowglass               |                | (1990) |
| O tapete do Rei Salomão (Rocco, 2000)    | King Solomon's Carpet     | Mário Molina   | (1991) |
| O livro de Asta (Rocco, 2001)            | Asta's Book               | Mauro Pinheiro | (1993) |
|                                          | No Night is Too Long      |                | (1994) |
|                                          | The Brimstone Wedding     |                | (1995) |
| A verdade através da névoa (Rocco, 2006) | The Chimney-sweeper's Boy | Rolf Wyler     | (1998) |
| O gafanhoto (Rocco, 2004)                | Grasshopper               | Alberto Lopes  | (2000) |
|                                          | The Blood Doctor          |                | (2002) |
|                                          | The Minotaur              |                | (2005) |
|                                          | The Birthday Present      |                | (2008) |
| A sociedade de Santa Zita                | The St. Zita Society      | Marcelo Hauck  | (2012) |
|                                          | The child's child         | Hauck          | (2013) |

### Novelas
| Título no Brasil                    | Título Original | Tradutor                   | Ano    |
| ----------------------------------- | --------------- | -------------------------- | ------ |
| As pedras no caminho (Record, 1987) | Heartstones     | Maria Luiza da Silva Pinto | (1987) |
|                                     | The Thief       |                            | (2006) |

### Colecções
| Título no Brasil                                        | Título Original                   | Tradutor                      | Ano                                           |
| ------------------------------------------------------- | --------------------------------- | ----------------------------- | --------------------------------------------- |
|                                                         | The Fallen Curtain                |                               | (1976)                                        |
|                                                         | Means of Evil                     |                               | (1979) (cinco histórias do Inspector Wexford) |
| Uma agulha para o diabo e outras histórias (L&PM, 1989) | The Fever Tree                    | Leila de Souza Mendes Pereira | (1982)                                        |
|                                                         | The New Girlfriend                |                               | (1985)                                        |
|                                                         | The Copper Peacock                |                               | (1991)                                        |
|                                                         | Blood Lines                       |                               | (1995)                                        |
|                                                         | Piranha to Scurfy                 |                               | (2000)                                        |
|                                                         | Collected Short Stories, Volume 1 |                               | (2006)                                        |
|                                                         | Collected Short Stories, Volume 2 |                               | (2008)                                        |

### Coleções (histórias longas)
| Título no Brasil | Título Original                                   | Tradutor | Ano  |
| ---------------- | ------------------------------------------------- | -------- | ---- |
|                  | In the Time of His Prosperity (como Barbara Vine) |          | 1995 |

### Não-ficção
| Título no Brasil | Título Original                                                    | Tradutor | Ano                    |
| ---------------- | ------------------------------------------------------------------ | -------- | ---------------------- |
|                  | Ruth Rendell's Suffolk                                             |          | (1989)                 |
|                  | Undermining the Central Line: giving government back to the people |          | (com Colin Ward, 1989) |
|                  | The Reason Why: An Anthology of the Murderous Mind                 |          | (1995)                 |